# Einars Repše
Einars Repše (* 9. prosince 1961, Jelgava) je lotyšský politik. V letech 2002–2004 byl premiérem Lotyšska, 2004–2005 ministrem obrany, 2009–2010 ministrem financí.
V období 1991–2001 byl prezidentem lotyšské centrální banky (Latvijas Banka). Poté se zapojil do politiky, založil stranu Nová éra (Jaunais laiks), kterou vynesla na výsluní protikorupční rétorika, bývá však někdy označována za populistickou. Ve volbách 2002 strana zvítězila se ziskem 24 procent hlasů a Repše se stal premiérem, po dvou letech se však kabinet stal menšinovým a Repše nakonec musel rezignovat.
Roku 2013 byl jedním ze zakladatelů politické strany Latvijas attīstībai.